# Schlacht von Talana Hill
Kimberley – Talana Hill – Elandslaagte – Ladysmith – Modder River – Stormberg – Magersfontein – Colenso – Spion Kop – Vaal Krantz – Paardeberg – Tugela Heights – Sanna’s Post – Mafeking – Diamond Hill – Bergendal – Nooitgedacht – Blood River Poort – Bakenlaagte – Tweebosch – Rooiwal
Die Schlacht von Talana Hill war das erste größere Gefecht des Zweiten Burenkrieges. Ein britischer Frontalangriff vertrieb die Buren aus ihrer Stellung auf einem Hügel, der Angriff forderte allerdings hohe britische Verluste und änderte nichts an der schlechten strategischen Position der Briten.

## Vorgeschichte
Britische Verstärkungen, die unmittelbar vor Ausbruch des Krieges nach Natal geschickt worden waren, waren nicht weit genug nördlich vorgerückt, um die Pässe über die Drakensberge zu besetzen. Daher konnten die Buren von drei Seiten in Natal einfallen und die britischen Truppen befanden sich in isolierten und verletzbaren Stellungen.
Major General Penn Symons hielt mit einer Brigade von etwa 4.000 Mann (vier Infanteriebataillone, Teile eines Kavallerieregimentes, einige berittene Infanterie und drei Batterien Feldartillerie) die Minenstadt Dundee besetzt. Er unterließ es, sich auf Ladysmith zurückzuziehen, um sich dort mit der britischen Hauptmacht zu vereinigen. Am Abend des 19. Oktober näherten sich zwei burische Kontingente – beide mit jeweils 4.000 Mann unter General Erasmus und Lukas Mayer – Dundee.

## Die Schlacht
Am frühen Morgen des 20. Oktober besetzten Erasmus’ Truppen die Impati-Berge, nördlich Dundee. Mayers Männer besetzten den niedrigen Talana-Hügel östlich der Stadt und zogen einige Krupp-Feldgeschütze auf den Hügel. Als der Morgen anbrach und die Briten die Buren auf dem Hügel bemerkten, eröffneten diese Geschütze das Feuer, allerdings ohne Wirkung.
Daraufhin wurde die britische Feldartillerie in Stellung gebracht und erwiderte das Feuer; ca. 1.000 Buren flohen daraufhin. Die britische Infanterie stieß zu einem Frontalangriff vor und erreichte den Fuß des Hügels. Dort jedoch wurde sie von schwerem Gewehrfeuer aus einer Eukalyptus-Plantage festgehalten. Symons ging nach vorne, um seine Männer voranzutreiben, und wurde dabei tödlich verwundet. Unter seinem Stellvertreter, Yule, stürmte die Infanterie den Hügel mit dem Bajonett, wobei sie noch zusätzliche Verluste durch die eigene Artillerie erlitt.
Lukas Mayers Truppen bestiegen ihre Ponys und zogen sich zurück. Einige britische Reiter versuchten, ihnen den Rückzug abzuschneiden, aber der Großteil der britischen Kavallerie drang in die Impati-Berge vor. Erasmus hatte in den bisherigen Kämpfen noch keine Rolle gespielt (z. T. deshalb, weil die Impati-Berge teilweise noch im Nebel lagen), jetzt griff er ein, seine Truppen umzingelten das britische Detachment und zwangen es zur Aufgabe.

## Nach der Schlacht
Die Briten hatten auf hohe Kosten einen taktischen Sieg errungen. Wären Mayer und besonders Erasmus nicht so vorsichtige und entscheidungsschwache Kommandeure gewesen, hätten die Briten auch ein Desaster erleben können.
Yules Männern war es nicht gelungen, die Impati-Berge zu sichern, die die Wasserversorgung für die Stadt sicherten. Die Briten marschierten unter ständigem burischen Gewehrfeuer zwei Tage lang unterhalb des Hügels hin und her. Andere burische Kräfte hatten mittlerweile die britischen Nachschub- und Rückzugslinien abgeschnitten. Letztendlich zogen sich die Briten in einem viertägigen Querfeldeinmarsch in die zeitweilige Sicherheit von Ladysmith zurück.